# Absalon - Københavns historie på nettet
 Denne artikel omhandler det interaktive websted Absalon.nu. For andre betydninger af Absalon, se Absalon (flertydig).
Absalon – Københavns historie på nettet – var et interaktivt websted om København og københavnerne: Om byens og dens borgeres historie og nutid.
Absalon.nu – Københavns historie på internettet – var et samarbejde mellem Københavns Hovedbibliotek, Københavns Stadsarkiv og Københavns Bymuseum.
Absalon.nu indeholdte bl.a. et leksikon over 300 veje, gader og andre steder, metainformationer om Stadsarkivets database samt store dele af bymuseets billedesamling.
I 2010 blev absalon.nu lukket og erstattet af Væggen.